# Teatr Napięcie
Teatr Napięcie – nieinstytucjonalny teatr autorski utworzony przez Łukasza Piętę w 2005 roku, działający w Łodzi. Teatr tworzy głównie pełnowymiarowe spektakle, swoje poszukiwania lokując w próbach znalezienia właściwego ekwiwalentu przestrzennego i słownego (także groteskowego) dla rzeczywistości wypaczonej przez wyobraźnię oraz ułomności i słabości ciała. Od 2007 roku pracuje nad wykorzystywaniem sygnałów subliminalnych w teatrze. Od października 2008 roku organizuje projekt o nazwie Dynamofaza Wittenberga, który ma na celu stworzenie szczególnego kontr-teatru, będącego rodzajem rzeczywistej alternatywy wobec współczesnej, nierzeczywistej kultury alternatywnej. Od listopada 2010 roku pracuje nad realizacją niezależnej opery pt. Cosmocanto.

## O Teatrze
Twórcy Teatru Napięcie określają swoją sztukę mianem „synergetycznego teatru ruchu wyobraźni”, który, na przekór panującej modzie tworzenia przedstawień alternatywnych, skłania się do łączenia jak największej liczby środków artystycznego wyrazu. W swoich spektaklach stara się stworzyć pewien rodzaj paradoksalnej, wypaczonej i na swój sposób groteskowej rzeczywistości, która jest w stanie wyjść poza siebie i funkcjonować jako przyczynek do kontrdyskusji na temat rzeczywistości aktualnie doświadczanej.
Chociaż Teatr Napięcie częściej przygotowuje spektakle na podstawie własnych tekstów (np. Salon Lenistwa; Lewa Strona Prawa Strona), czasami inscenizuje jednak teksty innych autorów (np. Przewodnik dla bezdomnych na podstawie poezji Eugeniusza Tkaczyszyna-Dyckiego i impresji Arthura Rimbauda). W związku z tym spektakle Teatru Napięcie poruszają bardzo różne tematy i nie zamykają się w jednej formie scenicznego wyrazu (w repertuarze Teatru Napięcie znaleźć można przedstawienia klasyfikowane jako komediowe, tragiczne oraz przedstawienia groteskowe o konotacjach witkacowskich).
Teatr Napięcie nie ukonstytuował metody pracy scenicznej, którą stosowałby w tworzeniu spektakli, co wynika z faktu, że stara się nie powielać pomysłów, które wykorzystuje w kolejnych przedstawieniach. W inscenizacjach Teatru Napięcie widoczna jest jednak głęboka świadomość najróżniejszych konwencji teatralnych, którymi twórcy żonglują i które ze sobą mieszają (np. teatr mansjonowy i symultaniczny w Przewodniku dla bezdomnych; konwencjonalne aktorstwo „epoki gwiazd” zmieszane z modernistycznym kabaretem w Salonie Lenistwa).

## Projekt subliminalny
Od roku 2007 Teatr Napięcie eksperymentuje nad świadomym wykorzystywaniem sygnałów podprogowych (wizualnych i akustycznych) w spektaklach teatralnych. Według twórców:

Poszukiwania te mają na celu kierunkowe pobudzenie wyobraźni widza, tak aby indywidualne wizje tworzone w jego umyśle podczas spektaklu (...) stały się integralną częścią przedstawienia.

W ramach projektu subliminalnego Teatr Napięcie w czerwcu 2009 roku zaprezentował przedstawienie pt. Opera Dożynki (według tekstu Andrzeja Sosnowskiego pt. Konwój. Opera).

## Dynamofaza Wittenberga
Od października 2008 roku Teatr Napięcie organizuje projekt o nazwie Dynamofaza Wittenberga, który ma na celu stworzenie szczególnego rodzaju kontr-teatru. Zdaniem twórców Teatru Napięcie współczesna „kultura dążąca do stałej homogenizacji gustów nie rozwija się, ponieważ nic nie jest w stanie napędzić w jej obrębie ruchu doprowadzającego do zmian”. Kontr-teatr Dynamofazy Wittenberga ma być rodzajem alternatywy dla współczesnej alternatywy, której w rzeczywistości nie ma, ponieważ wymieszała się z kulturą instytucjonalną. W pewnym sensie projekt ten tłumaczy się jedynie przez tautologię, co jawnie przypomina Confiteor Przybyszewskiego.
W ramach działalności Dynamofazy Wittenberga Teatr Napięcie pokazał w październiku 2008 roku robocze wersje działania pt. ~UCZTA~, które bazowało na nienaruszonej „konwencji i scenariuszu” Mszy Świętej.

## OperaCOSMOCANTO
W listopadzie 2010 roku Teatr Napięcie rozpoczął realizacje oryginalnej opery do muzyki Cezarego Kurowskiego pt. Cosmocanto. W ramach projektu powstanie pełnowymiarowe i unikalne dzieło operowe, zachowujące wszelkie prawidła gatunku, a jednocześnie poruszające aktualny temat harmonijnego współistnienia człowieka z otaczającym go wszechświatem. W skład realizatorów Cosmocanto wchodzą zarówno profesjonalni twórcy na stałe związani z teatrem operowym (np. scenograf Ryszard Kaja, czy dyrygent Michał Kocimski), jak również twórcy, realizujący się zazwyczaj w obrębie innych gatunków sztuki (np. projektant mody Sylwester Krupiński). Termin premiery Cosmocanto planowany jest w okresie: listopad – grudzień 2011 r.

## Realizacje
- Zawieszenie (2006)
- Przewodnik dla bezdomnych (2007)
- Salon Lenistwa (2007)
- PNEUMA (2007)
- Reżim lalek (2007/08)
- Lewa Strona Prawa Strona (2008)
- ~UCZTA~ (2008)
- Opera Dożynki (2009)
- Mitologiczny Cyrk doktora Papa-Geno (2010)

## Wyróżnienia
- ŁóPTA 2006 – wyróżnienie za spektakl Zawieszenie[9]